# 히다카 히로아키
히다카 히로아키(日高広明, 1962년 4월 - 2006년 12월 25일)는 일본의 연쇄 살인자이다.

## 인물
미야자키현 미야자키시 출신인 히다카는 본디 학업 성적이 우수하고 장래가 촉망되던 청소년이었으나, 대학 입시에 실패하고 주색에 빠지기 시작했다. 1986년에는 절도 혐의로 체포되어 징역 2년의 실형을 선고받고 복역한다.
출소 후 1989년, 히다카는 히로시마로 이주하여 택시 기사로 일하기 시작한다. 1991년에는 결혼하여 2년 뒤에는 자식도 보게 되지만, 부인이 정신 이상 증세를 보이기 시작하여 결혼 생활은 파탄나고 만다.

## 연쇄 살인
1996년, 4월부터 9월에 걸쳐 히다카는 4명의 여성을 연달아 살해한다. 4월 18일, 원조 교제 목적으로 미야지 사토에(宮地里枝, 당시 16)에게 접근, 자신의 택시에 태우고 가다 갑자기 차에 이상이 생겼다며 차를 세우고, 미야지에게 뒷자리 시트를 올려보라고 시켰다. 미야지는 그대로 실행했고, 히다카는 그 순간 뒤쪽에서 미야지의 목을 졸라 살해하고 돈을 훔치고 그 사체를 유기한다. 사건으로부터 2주가 넘은 5월 6일, 미야지의 사체가 발견되었으나 경찰은 이렇다 할 움직임을 보이지 않았고, 이에 안심한 히다카는 8월 13일, 고게츠 리에(古月理江, 당시 23)를 유인하여 택시에 태우고 가다 미야지와 같은 방법으로 살해하고, 이어 9월 7일에는 안면이 있던 매춘 여성인 후지야마 마리코(藤山万里子, 당시 45)를 불러내 차내에서 성행위를 하다가 역시 목을 졸라 죽였다. 유기된 고게츠와 후지야마의 사체는 각각 10월 5일과 10월 1일 발견되었다. 마지막 사건인 로만스 요코(ロマンス洋子, 당시 32)의 살해는 후지야마의 피살 후 1주일 뒤인 9월 14일에 일어났다. 후지야마와 마찬가지로 히다카와 안면이 있던 로만스는 미야지, 고게츠와 비슷한 방법으로 유인되었으나, 로만스는 시트를 들어올리려다가 달아났다. 히다카는 로만스를 쫓아가 강제로 차에 태우고, 목 졸라 죽이고 돈을 훔치고 그 사체를 버렸다. 로만스의 사체는 그날 바로 발견되어, 다시 1주일 뒤인 9월 21일, 히다카는 체포되었다. 2000년 2월 9일, 히다카에게 사형이 선고되었고, 히다카는 항소하지 않아 사형이 그대로 확정되었다. 2006년 12월 25일,히로시마 구치소에서 사형이 집행되었다 이날 도쿄구치소에서 각각 19년 13년동안 수감되었던 아키야마 요시미츠(77) 후지나미 요시오(75)의 사형도 집행되었다 한편, 히다카의 변호인인 아다치 슈이치(足立修一, ja)는 접견을 부당하게 거부당했다고 항의했다.